# Султыгов, Руслан Магомедович
Русла́н Магоме́дович Султы́гов (род. 22 августа 1969, г. Грозный Чечено-Ингушской АССР (ныне столица Чеченской Республики) — российский военачальник и военный руководитель. Начальник штаба — первый заместитель командующего Приволжским федеральным округом войск национальной гвардии Российской Федерации с 2016 года. Генерал-лейтенант с 10 июня 2017 года.

## Биография
В 1976 году пошел учиться в среднюю школу № 144 Киева.
С 1977 по 1983 год проживал в Венгрии по месту службы отца. В 1984 году окончил 8 классов средней школы № 1 г. Шепетовка Хмельницкой области и поступил в Киевское Суворовское военное училище, которое окончил в 1986 году.
В сентябре 1986 года поступил в Харьковское гвардейское высшее танковое командное училище.
В 1990 году окончил Ташкентское высшее танковое командное училище.
С августа 1990 года по март 1993 года — командир танкового взвода г. Наро-Фоминск, Московский военный округ.
С марта 1993 года по сентябрь 1993 года — командир танкового взвода Западной группы войск.
С сентября 1993 года по март 1995 года — командир танковой роты пос. Мулино, Нижегородской области, Московский военный округ.
С марта 1995 года по август 1995 года — начальник штаба — заместитель командира танкового батальона пос. Мулино, Нижегородской области, Московский военный округ.
С августа 1995 года по июнь 1998 года — слушатель Военной академии бронетанковых войск, г. Москва. Окончил с отличием.
С июня 1998 года по сентябрь 1999 года — командир танкового батальона, г. Наро-Фоминск, Московский военный округ.
С сентября 1999 года по январь 2001 года — начальник штаба — заместитель командира танкового полка, г. Наро-Фоминск, Московский военный округ.
С января 2001 года по июль 2003 года — старший офицер-оператор Главного оперативного управления Генерального штаба ВС РФ, г. Москва.
С августа 2003 года по июнь 2005 года — слушатель Военной академии Генерального Штаба ВС РФ, г. Москва. Окончил с отличием.
С июня 2005 года по декабрь 2006 года — в распоряжении начальника Генерального штаба ВС РФ — первого заместителя Министра обороны РФ.
С декабря 2006 года по апрель 2009 года — начальник штаба — заместитель командира дивизии, пос. Барабаш, Приморского края, Дальневосточный военный округ.
С мая 2009 года по декабрь 2009 года — начальник отделения оперативного управления Главного штаба Главного командования ВВ МВД РФ.
С декабря 2009 года по май 2011 года — начальник отделения общего оперативного планирования ОУ Главного штаба Главного командования ВВ МВД РФ.
С мая 2011 года по декабрь 2015 года — командир 93 дивизии ВВ МВД РФ, г. Озерск, Челябинской области Уральского регионального командования ВВ МВД РФ.
С декабря 2015 года по октябрь 2016 года — начальник штаба — первый заместитель командующего войсками Уральского регионального командования ВВ МВД РФ, г. Екатеринбург.
С октября 2016 года по наст. время — начальник штаба — первый заместитель командующего войсками Приволжского округа войск национальной гвардии Российской Федерации, г. Нижний Новгород.
Руслан Магомедович Султыгов посвятил свою жизнь военной службе. Благодаря высокому профессионализму, преданности военному делу и самоотверженной работе три воинских звания (капитан, подполковник, генерал-лейтенант) он получил досрочно.

## Награды
1. Орден За военные заслуги
2. Медаль ордена «За заслуги перед Отечеством» II степени
3. Почетная грамота Президента Российской Федерации
4. Знак «Почетный сотрудник Росгвардии»
5. Ведомственные награды
6. Наградное оружие

## Тейп
Выходец из тейпа Султыговых из селения Гиреты Ассиновского ущелья, той ветви, которые проживают в с. Яндаре Назрановского района. Мать Султыгова Руслана Магомедовича, Любовь Сулеймановна, принадлежала к тейпу Торшхой.

## Семья
Отец: Султыгов Магомед Асхабович (1944 г.р., г. Павлодар, Казахской ССР) — генерал-лейтенант запаса. Командовал ПВО Туркестанского военного округа. С ноября 1992 года по март 1993 года возглавлял временную администрацию Ингушской республики. При его непосредственном участии был подготовлен Указ Президента Российской Федерации от 25 февраля 1993 года «О неотложных мерах по государственной поддержке становления и социально-экономического развития Ингушской Республики». С 2000 по 2004 год был Главным Федеральным инспектором в Ингушетии и Карачаево-Черкесии.
Мать: Султыгова (Торшхоева) Любовь Сулеймановна (1946—1994 г.г)
Брат: Султыгов Марат Магомедович (1972 г.р., г. Ашхабад, Туркменской ССР) — заместитель президента Российской Академии Наук. С 2010 по 2014 год возглавлял Росреестр по Республике Ингушетия.